# Steinach am Brenner
Steinach am Brenner is een gemeente in het district Innsbruck Land van de Oostenrijkse deelstaat Tirol.
Steinach ligt in het noorden van het Wipptal, aan de monding van het Gschnitztal, ongeveer twintig kilometer ten zuiden van Innsbruck. De rivier de Sill stroomt door de gemeente. De neoromaanse parochiekerk met zijn dubbele toren neemt in het dorp een dominante plaats in. De hoofdkern ligt aan de Brennerstraat. De andere kernen, Plon, Steidlhof, Erlach, Harland, Saxen, Wolf, Stafflach, Salfaun, Puig, Mühlen, Tienzens, Mauern en Siegreith, zijn kleine woonkernen rondom de hoofdkern.

## Foto's

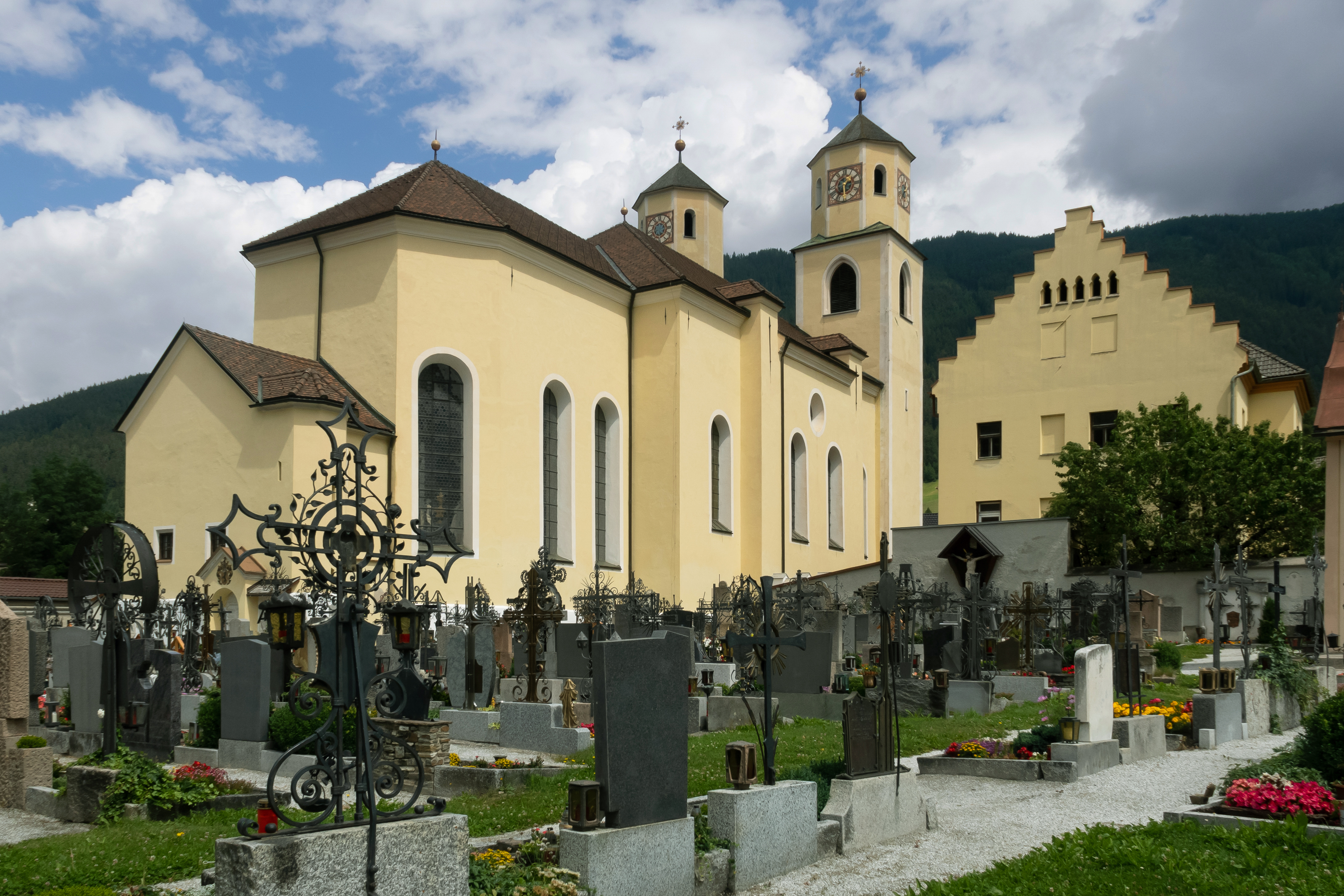
Steinach am Brenner, kerk: katholische Pfarrkirche Sankt Erasmus
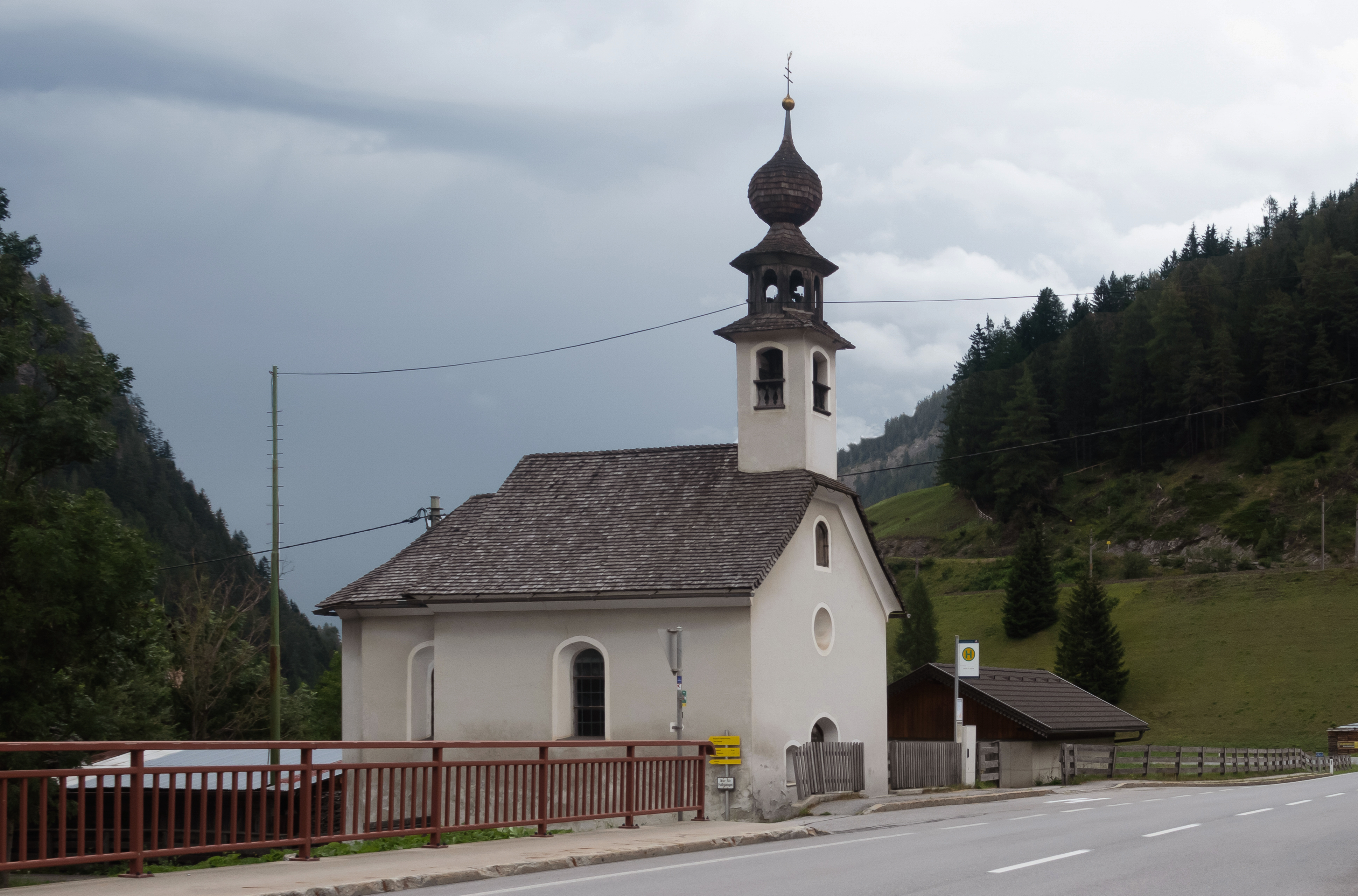
Stafflach, kapel: Kapelle Maria vom Guten Rat
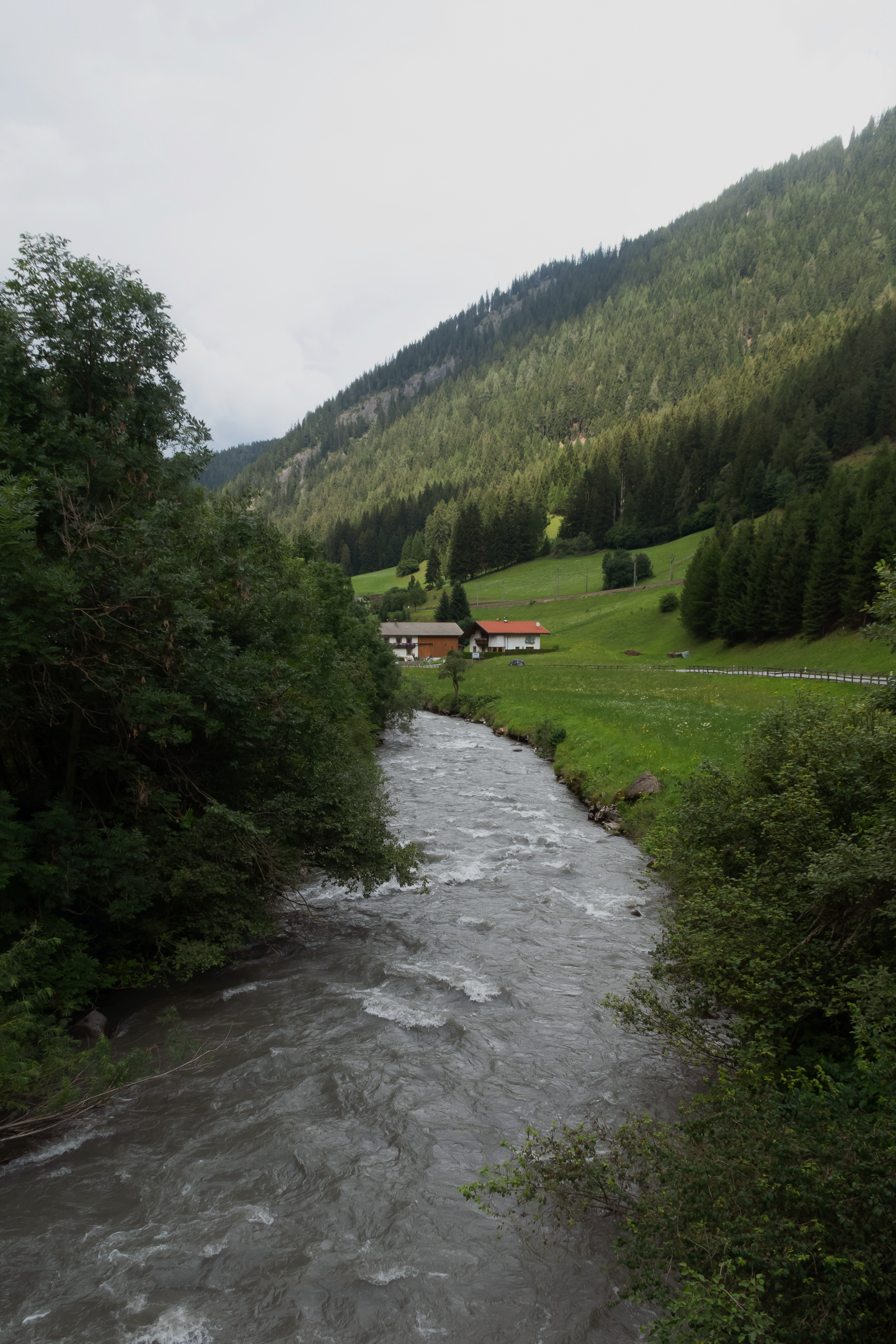
Rivier de Sill bij Wolf
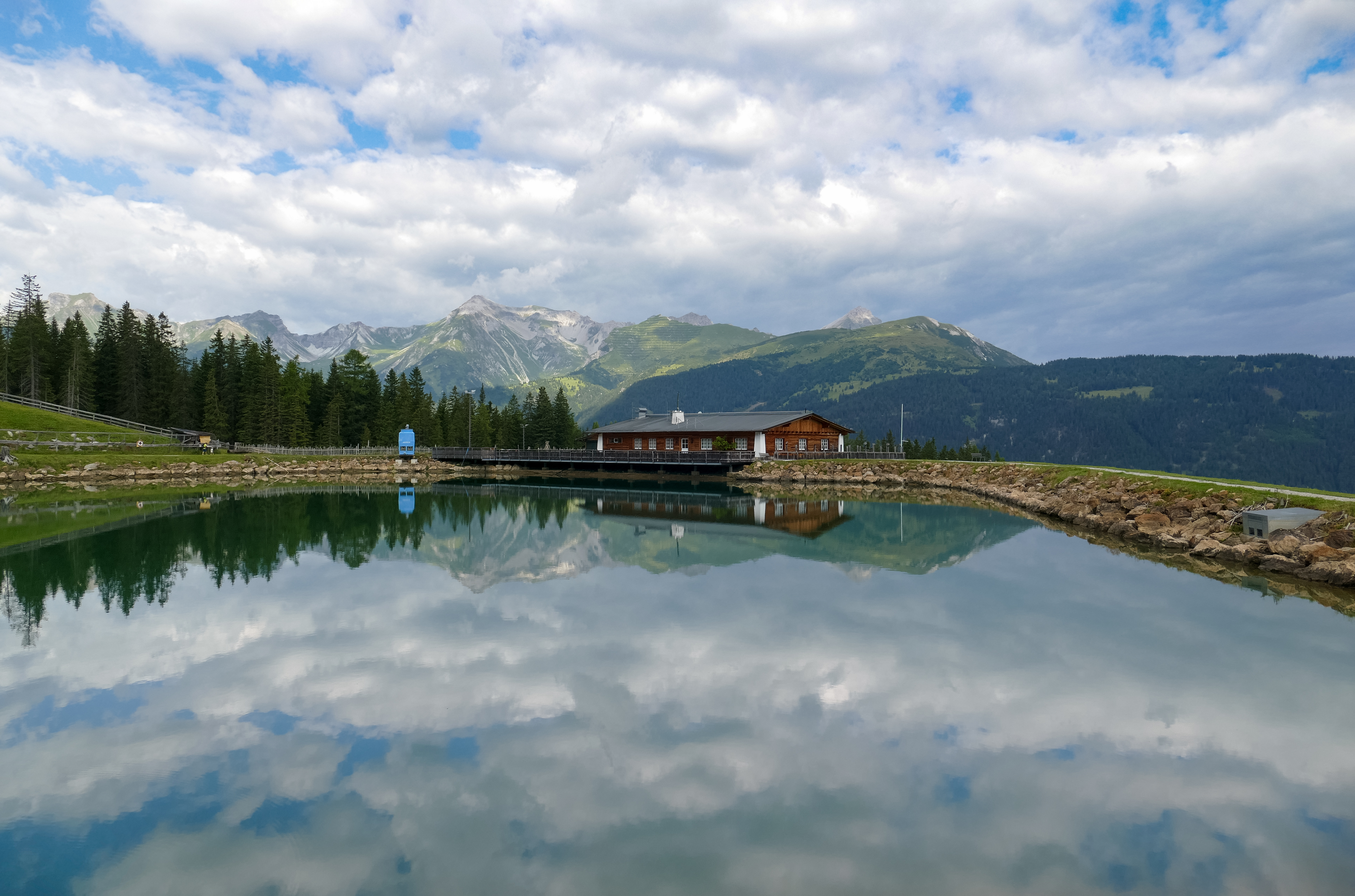
Bergeralm, Steinach am Brenner

## Geschiedenis
De naam Steinach (vroeger Steina) komt voort uit de aanwezigheid van de grote hoeveelheid stenen. Steinach werd in 1242 voor het eerst vermeld. Toen viel het nog onder de rechtbank van Matrei am Brenner. De rechtbank zetelde later in Aufenstein bij de ingang van het Navistal en in 1349 verhuisde zij naar Steinach, waar tot 1977 de districtsrechtbank gevestigd was.
Reeds in 1407 werd de markt in Steinach al omschreven, maar het dorp werd pas in 1936 tot marktgemeente verheven. In de Tweede Wereldoorlog werd een groot deel van het dorp platgebombardeerd.
Gelegen precies halverwege de route tussen Innsbruck en de Brennerpas vormt Steinach het belangrijkste dorp in het Wipptal. Na de Tweede Wereldoorlog had het dorp erg te lijden aan het doorgaande verkeer dat het dorp passeerde in de richting van Italië. De bouw van de Brenner Autobahn in 1971 loste dit probleem grotendeels op. Het dorp heeft niet alleen een oprit naar deze autosnelweg, ook is Steinach met een station aangesloten op de Brennerspoorlijn.
Steinach is een wintersportbestemming. Waar de plaats zelf op ongeveer 1050 meter gelegen is, reikt het skigebied Bergeralm tot circa 2100 meter. Het skigebied alhier omvat een gondelbaan, stoeltjesliften en sleepliften. Er liggen langlaufloipes in het Gschnitztal en op circa 1500 meter naar de Gerichtsherralm en de Nösslachhutte. Er is ook een rodelbaan vanaf het middelstation naar het dal.

## Geboren
- Louis Avril (1807-1878), Frans parlementslid
- Georg Luger (1849–1923), wapentechnicus